# Parroquia de la Medalla Milagrosa
La Parroquia de la Medalla Milagrosa es una templo católico situado en la Calle Falangista Marina Farinósde la ciudad española de Melilla y que forma parte del Conjunto Histórico Artístico de la Ciudad de Melilla, un Bien de Interés Cultural.

## Historia
Fue fundada el 25 de diciembre de 1939, en el lugar donde estuvo la Capilla del Ave María, creada el 2 de diciembre de 1927 por el sacerdote Ángel Santiago Fernández y construida por Jorge Palanca y Martínez Fortún..
Al albergar las clases de la Escuela del Padre Monjón, en marzo de 1936 fue incautada por el Ayuntamiento de Melilla para instaurar las Escuelas Nacionales, suprimiendo las religiosas.

## Descripción
Está construida con paredes de mampostería de piedra local y ladrillo macizo, con vigas de hierro y bovedillas de ladrillo macizo.

### Exterior
Una puerta con arco de medio punto rematada con una espadaña en la que se encuentran tres campanas da paso a un atrio tras el que se encuentra la puerta de entrada al templo, sobre la que se sitúa un óculo que paso al frontón. En los petos se sitúan cresterías.

### Interior
Consta de una tres naves, la central, a la que se accede desde un vestíbulo tras pasar la puerta del atrio, es más alta que las laterales, todas son de techo raso y terminan en una cabecera plana.